# Ekonom (raper)
Ekonom właściwie Wojciech Ekonomiuk (ur. 1980 w Warszawie) – polski raper i producent muzyczny. Współzałożyciel warszawskiej grupy hiphopowej Fenomen. W 2001 roku wystąpił w dokumencie Sylwestra Latkowskiego pt. „Blokersi”.
W 2000 roku ukończył III Liceum Ogólnokształcące im. gen. Józefa Sowińskiego w Warszawie.
Współwłaściciel internetowego serwisu informacyjnego Codzienna Gazeta Muzyczna.

## Dyskografia
Występy gościnne
| Album                                 | Rok  | Utwór                                           | Źródło |
| ------------------------------------- | ---- | ----------------------------------------------- | ------ |
| Onar i O$ka - Superelaks              | 2001 | „Wszystko ma swój koniec” (gościnnie: Ekonom)   | [ 4 ]  |
| Familia H.P. - Miejskie wibracje      | 2002 | „Pod naciskiem” (gościnnie: Ekonom)             | [ 5 ]  |
| Endefis - O tym, co widzisz na oczy   | 2003 | „Punkt widzenia” (gościnnie: 1z2, Ekonom)       | [ 6 ]  |
| 1z2 - Progres                         | 2008 | „Powiedz” (gościnnie: Ekonom, Endefis)          | [ 7 ]  |
| Kama - 2 oddech                       | 2009 | „Spacer” (gościnnie: Ekonom, Bartosz)           | [ 8 ]  |
| Endefis - Taki będę                   | 2012 | „Nigdy Ci tego nie mówiłem” (gościnnie: Ekonom) | [ 9 ]  |
| Flint - Warszawskie ZOO               | 2012 | „Gadam do głów” (gościnnie: Ekonom)             | [ 10 ] |
| Onar - Przemytnik emocji              | 2012 | „Przez wizjer” (gościnnie: Ekonom)              | [ 11 ] |
| Planet ANM, Eljot Sounds - Pas Oriona | 2013 | „Nie odchodzę” (gościnnie: Bonson, Ekonom)      | [ 12 ] |

Kompilacje różnych wykonawców
| Album               | Rok  | Utwór                                         | Źródło |
| ------------------- | ---- | --------------------------------------------- | ------ |
| Prosto Mixtape Kebs | 2012 | Endefis, Ekonom - „Oddajcie dzieciakom pasję” | [ 13 ] |

## Teledyski
| Tytuł                                                                 | Rok  | Reżyseria | Album             | Źródło |
| --------------------------------------------------------------------- | ---- | --------- | ----------------- | ------ |
| Onar - „Przez wizjer” (gościnnie: Ekonom)                             | 2012 | —         | Przemytnik emocji | [ 14 ] |
| Planet ANM, Eljot Sounds - „Nie odchodzę” (gościnnie: Bonson, Ekonom) | 2013 | a1videos  | Pas Oriona        | [ 15 ] |